# Охлопков, Виталий Александрович
Виталий Александрович Охлопков — ректор Института высшего и дополнительного профессионального образования Федерального государственного бюджетного научного учреждения «Федеральный научно-клинический Центр реаниматологии и реабилитологии», доктор медицинских наук, профессор.

## Биография
Родился в городе Омске 22 декабря 1964 года. Окончил Омский государственный медицинский Институт (ОмГМИ) (лечебно-профилактический факультет) в 1988 году. Затем в 1989 году продолжил образование в интернатуре по дерматовенерологии в Областном кожно-венерологическом Диспансере. В 1991 году окончил клиническую ординатуру по дерматовенерологии на кафедре кожных и венерических болезней своей alma mater. В то же самое время работал врачом линейной бригады скорой неотложной помощи.
С 1991 года В. А. Охлопков работал сначала ассистентом кафедры ОмГМИ, затем доцентом, а с 2005 года - в должности профессора кафедры. С 2011 года — заведующий кафедрой дерматовенерологии и косметологии.
С 1998 года В. А. Охлопков — проректор Омской государственной медицинской Академии (ОмГМА) (бывший ОмГМИ) по финансово-экономической деятельности, а с 2012 года — первый проректор.
В 2000 году прошел стажировку в Австрии (Венский Университет), в 2003 в США (Госпиталь дерматологии г. Коламбус, Джорджия).
В 2004 году В. А. Охлопков получил ученое звание доктора медицинских наук, защитив докторскую диссертацию по теме «Клинико-морфологическая характеристика псориаза в условиях терапии».
В 2009 году присвоено звание профессора.
В 2016 году В. А. Охлопков назначен исполняющим обязанности ректора ОмГМА. Впоследствии выдвигался делегатами конференции на пост ректора, однако отказался от участия в выборах.
В 2019 году переехал в Москву и занял должность Заведующего кафедрой дерматовенерологии и косметологии Медицинской Академии АО "Группа компаний «Медси» и главного дерматовенеролога АО «Группа компаний „Медси“».
Так же с 2020 года В. А. Охлопков является Ректором Института высшего и дополнительного профессионального образования Федерального государственного бюджетного научного учреждения «Федеральный научно-клинический Центр реаниматологии и реабилитологии».

## Награды и звания
- Почетная грамота Минздравсоцразвития РФ;
- Почетная грамота Правительства Омской области;
- Нагрудный знак «Отличник здравоохранения»;
- Заслуженный работник высшей школы Российской Федерации.

## Научная деятельность
Соавтор 140 научных работ, 11 методических рекомендаций и 4-х изобретений, а также руководства для врачей.

## Семья
Женат на Охлопковой Татьяне Юрьевне (11.03.1964 г.р.). Сын — Охлопков Андрей Витальевич (30.01.1984 г.р.).